# 1786
1786 (MDCCLXXXVI) byl rok, který dle gregoriánského kalendáře započal nedělí.

## Události
- 2. ledna – V Brně zahájil činnost Císařsko-královský všeobecný zaopatřovací ústav, předchůdce Fakultní nemocnice u sv. Anny.
- 8. srpna – Savojský horal Jacques Balmat a lékař Michel Paccard jako první lidé vystoupili na Mont Blanc.
- 17. srpna – Po 46 letech vlády zemřel pruský král Fridrich II. Veliký a na trůn nastoupil jeho synovec Fridrich Vilém II.
- 18. srpna – Osadě Reykjavík bylo přiznáno městské právo.
- V hladové Francii zdecimované válkou, probíhá výsadba brambor ve velkém.

### Probíhající události
- 1786–1787 – Shaysovo povstání

## Vědy a umění
- 17. ledna – Francouzský astronom Pierre Méchain objevil Enckeovu kometu.
- 15. února – Německý astronom William Herschel objevil mlhovinu Kočičí oko.
- 1. května – Ve vídeňském Burgtheateru měla světovou premiéru Mozartova opera Figarova svatba.
- Německý spisovatel Gottfried August Bürger vydal knihu Baron Prášil.

## Narození

### Česko
- 10. ledna – Klement Antonín Zahrádka, opat kláštera v Oseku u Duchcova († 17. června 1853)
- 25. ledna – Tomáš Josef Povondra, teolog († 27. března 1832)
- 5. února – Karel František Pitsch, varhaník, hudební skladatel a pedagog († 12. června 1858)
- 8. července – Evžen Vratislav z Mitrovic, šlechtic († 17. února 1867)
- 17. července – Eduard Belcredi, šlechtic († 5. září 1838)
- 3. září – Jan Hýbl, básník, překladatel a redaktor († 14. května 1834)
- 15. září – František Antonín Gindl, brněnský biskup († 24. října 1841)
- 23. listopadu – František Tkadlík, malíř, grafik a pedagog († 16. ledna 1840)
- 2. prosince – Augustin Bartoloměj Hille, litoměřický biskup († 26. dubna 1865)

### Svět

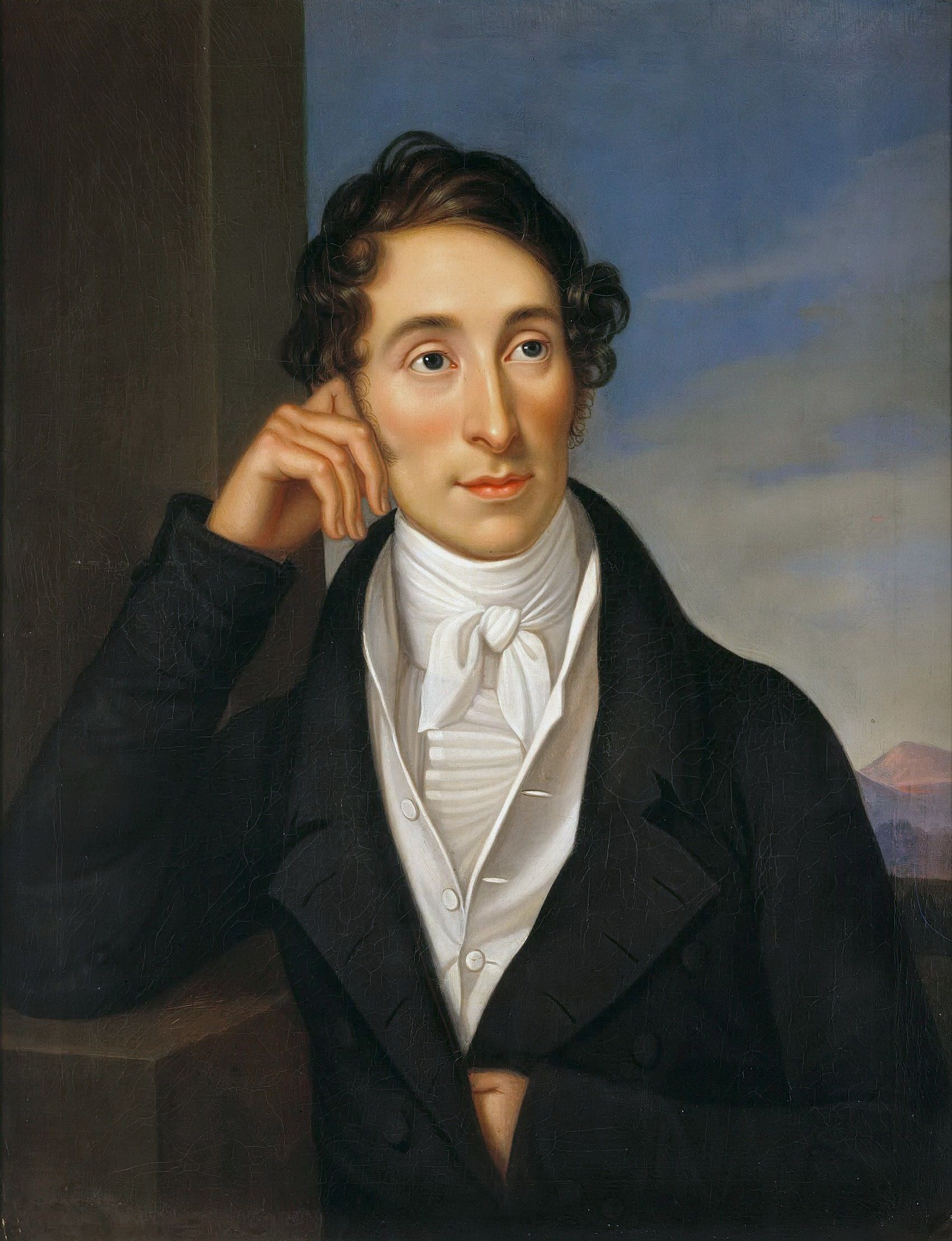
Carl Maria von Weber (* 18. listopadu)

- 28. ledna – Nathaniel Wallich, dánský botanik († 28. dubna 1854)
- 3. února – Wilhelm Gesenius, německý orientalista († 13. října 1842)
- 24. února – Wilhelm Grimm, německý jazykovědec, literární vědec a sběratel pověstí a pohádek († 1859)
- 26. února – François Arago, francouzský matematik, fyzik, astronom a politik († 2. října 1853)
- 1. března – Franz von Pillersdorf, rakouský státník († 22. února 1862)
- 7. dubna – William R. King, americký právník a 13. viceprezident USA († 1853)
- 15. dubna – John Franklin, anglický kapitán a polární objevitel († 11. června 1847)
- 17. dubna – Charles de la Bédoyére, francouzský generál († 19. srpna 1815)
- 8. května – Jan Vianney, francouzský diecézní kněz a světec († 4. srpna 1859)
- 25. května – Jean-Marie Bachelot de La Pylaie, francouzský botanik, archeolog a cestovatel († 12. října 1856)
- 8. června – Karel Ludvík Fridrich Bádenský, bádenský velkovévoda († 8. prosince 1818)
- 20. června – Marceline Desbordes-Valmorová, francouzská básnířka († 23. července 1859)
- 9. července – Marie Žofie Helena Beatrice Bourbonská, dcera francouzského krále Ludvíka XVI. († 18. června 1787)
- 17. srpna – Viktorie Sasko-Kobursko-Saalfeldská, saská princezna, vévodkyně z Kentu, matka britské královny Viktorie († 17. března 1861)
- 25. srpna – Ludvík I. Bavorský, bavorský král († 29. února 1868)
- 31. srpna – Michel Eugène Chevreul, francouzský chemik a fyzik († 9. dubna 1889)
- 2. září – Avraham Firkovič, ukrajinský židovský teolog († 29. června 1874)
- 18. září – Kristián VIII., dánský a norský král († 20. ledna 1848)
- 7. října – Luis-Joseph Papineau, francouzsko-kanadský politik († 25. září 1871)
- 17. října – François-Édouard Picot, francouzský neoklasicistní malíř († 15. března 1868)
- 18. listopadu – Carl Maria von Weber, německý hudební skladatel, kapelník, kritik, klavírista a dirigent († 5. června 1826)
- 7. prosince – Maria Walewská, milenka Napoleona Bonaparte a matka jeho syna Alexandra († 11. prosince 1817)
- neznámé datum
  - William George Horner, britský matematik († 22. září 1837)
  - Jan Křtitel Pola, italský šlechtic († 19. dubna 1834)

## Úmrtí

### Česko
- 4. února – Johann Nepomuk Kniebandl von Ehrenzweig, zemský advokát a profesor práv (* 1733)
- 7. března – František Benda, hudební skladatel a houslový virtuóz (* 22. listopadu 1709)
- 12. března – František Kermer, architekt (* 1710)
- 13. dubna – Jan Tomáš Kuzník, kantor, básník a hudební skladatel (* okolo r. 1716)
- 22. července – Václav Kalous, skladatel chrámové hudby (* 24. ledna 1715)
- 30. října – Matyáš František Chorinský z Ledské, první brněnský biskup (* 4. října 1720)

### Svět

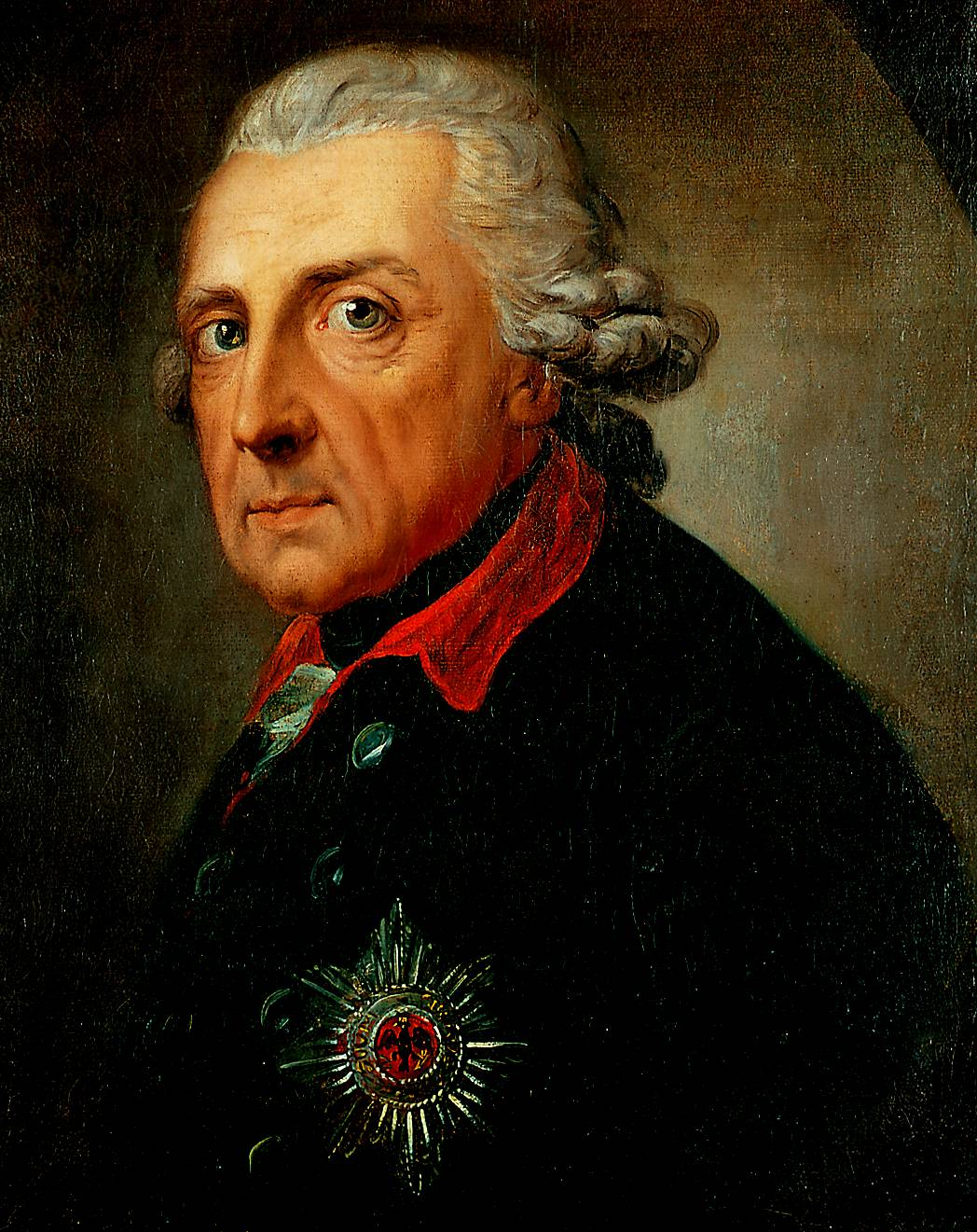
Fridrich II. Veliký († 17. srpna)

- 4. ledna – Moses Mendelssohn, německý židovský učenec a filosof, průkopník židovského osvícenství (haskala) (* 6. září 1729)
- 10. ledna – Jean-Baptiste-Jacques Élie de Beaumont, francouzský advokát a spisovatel (* 1732)
- 21. května – Carl Wilhelm Scheele, švédsky chemik (* 9. prosince 1742)
- 23. května – Móric Beňovský, slovenský cestovatel, voják, objevitel, kolonizátor, spisovatel, král Madagaskaru (* 20. září 1746)
- 25. května – Petr III., portugalský král (* 5. července 1717)
- 2. června – Giovanni Battista Lampugnani, italský hudební skladatel (* asi 1708)
- 16. srpna – John Francis Wade, anglický skladatel (* 1711)
- 17. srpna – Fridrich II. Veliký, pruský král (* 24. ledna 1712)
- 6. října – Antonio Sacchini, italský hudební skladatel, představitel neapolské operní školy, (* 14. června 1730)
- 30. října – William Duesbury, anglický smaltér, majitel porcelánek (* 7. září 1725)
- 31. října – Amélie Sofie Hannoverská, druhá dcera britského krále Jiřího II. (* 10. června 1711)
- neznámé datum – Jean-Baptiste Charles Bouvet de Lozier, francouzský mořeplavec, průzkumník a guvernér Maskarén (* 14. ledna 1705)

## Hlavy států
- Francie – Ludvík XVI. (1774–1792)

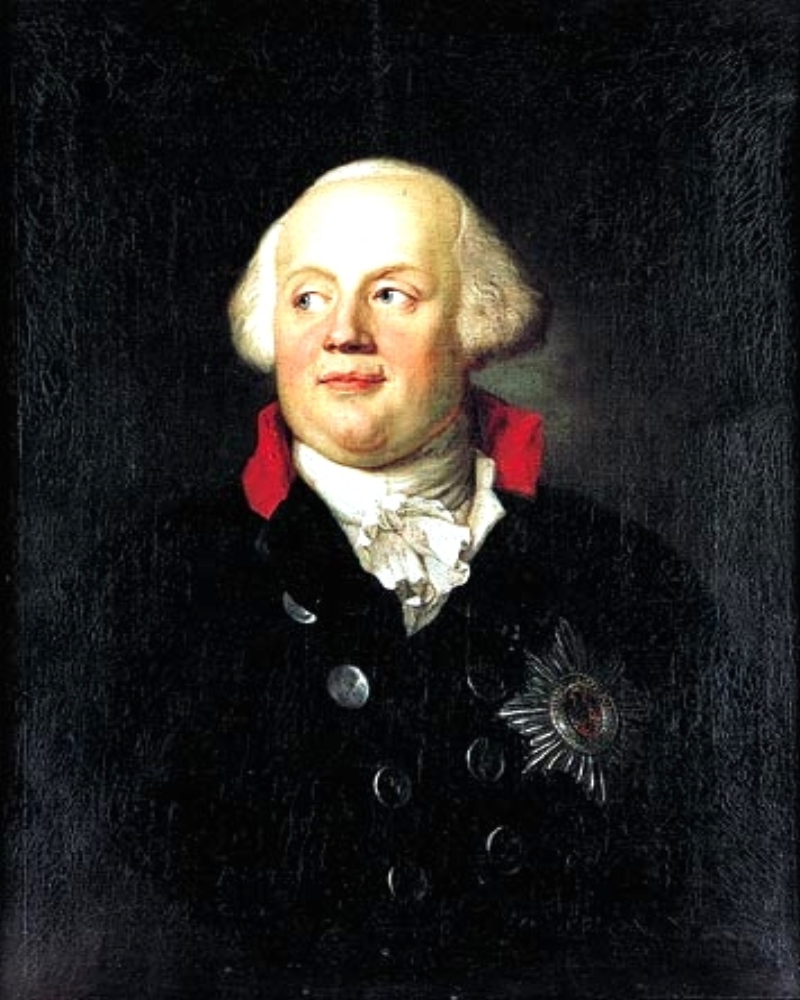
Pruským králem se stal Fridrich Vilém II.

- Habsburská monarchie – Josef II. (1780–1790)
- Osmanská říše – Abdulhamid I. (1774–1789)
- Polsko – Stanislav II. August Poniatowski (1764–1795)
- Prusko – Fridrich II. (1740–1786) / Fridrich Vilém II. (1786–1797)
- Rusko – Kateřina II. Veliká (1762–1796)
- Španělsko – Karel III. (1759–1788)
- Švédsko – Gustav III. (1771–1792)
- Velká Británie – Jiří III. (1760–1820)
- Svatá říše římská – Josef II. (1765–1790)
- Papež – Pius VI. (1774–1799)
- Japonsko – Kókaku (1780–1817)